# عید
عِید به مناسبت‌ها و تعطیلات اسلامی گفته می‌شود که مسلمانان یک جامعه آن را جشن می‌گیرند.

## عید صوفی
صوفیان دو عید دارند: عید عام و عید خاص.
عید عام: این عید ویژهٔ همهٔ صوفیان است و مضمون آن را سنائی چنین شرح داده است:
بدین معنا که صوفیان هر دَمی دو عید دارند درحالی‌که بعضی از ارباب علمِ ظاهر مانند عنکبوت هر زمان با دَم خود تور و بَندی درست می‌کنند و با بافته‌های زبان دامی می‌گسترانند تا عوام خلق را بسان مگس به دام اندازند.
معنای اینکه صوفیان هر دَمی دو عید دارند این است که چون دَم را فرو می‌برند به صفات حق (اسم جامع) توجه دارند و چون دَم را بیرون می‌دهند به ذات حق (اسم ذات) پناه می‌برند. این بازگشتی است قلبی به اصل و معشوق خود در هر نفس و عشقبازی با نام محبوب که عید است و شادی آفرین. اِنّا للّه و اِنّا الیه راجعون (ما از خداوندیم و بازگشت ما به سوی اوست).
عید خاص: این عید مورد تمنّای صوفیان است اگرچه همه را میسّر نیست. دربارهٔ این عید مجذوب تبریزی می‌گوید:
عید خاص صوفیان بریدن از مخلوق و وصول به حق است. این عید روز وصال محبوب مطلق است که صوفیان همه عمر در آرزوی آنند و به امید آن دل خوش دارند. روزی که قطره بر پهنه دریا نشیند و با چشم دریا به دریا بنگرد. این همان دیداریست که حق می‌فرماید: فمن کان یرجوا لقاء ربّه فلیعمل عملاً صالحاً و لا یشرک بعبادة ربّه احدا (هر کس که به دیدار پروردگارش امیدوار است باید دارای عمل صالح باشد و هرگز در پرستش خداوند کسی را با او شریک نگرداند). لازم به یادآوری است که عمل صالح عملی است که در آن توجه به ثواب و پاداش نباشد. جواد نوربخش ذیل تفسیر این آیه می‌گوید:
«همه خلق بر زندگانی عاشقند و مرگ بر ایشان دشوار و عارف به امیّد دیدار به سوی مرگ می‌شتابد.» (دکتر جواد نوربخش)

## اعیاد در قرآن
عید فطر-عید قربان-عید مبعث-عید غدیرخم (عید امامت) جمعه